# Могилянка Дарія
Могилянка Дарія (16 березня 1905, Гімлі, Манітоба, Канада — 27 грудня 2005, м. Едмонтон, Альберта, Канада)) — українська поетеса. Псевдоніми — Д. Е. Янди, МекМоллен. Справжнє ім'я — Дарія Антонівна Конашевич. По материнській лінії походила з роду Козловських.

## Життєпис
Народилася в Гімлі (Манітоба), закінчила Інститут ім. П. Могили в Саскатуні. Брала участь у студентському гуртку «Каменярі», була організатором Союзу українок Канади. Вірші відзначаються фольклорним характером.

## Творчість
Автор збірок «Думки летять на Україну» (1962), «Пісні мого серця» (1964), «Canadian Tapestry» (1970, англійською).
Окремі видання:
- Могилянка Д. Думки летять на Україну: Народні вірші. — Едмонтон, 1962. — 123 с.
- Могилянка Д. Пісні мого серця. — Едмонтон: Видання автора, 1964. — 126 с.